# Хуан-Франсіско Спіна
Хуан-Франсіско Спіна (ісп. Juan-Francisco Spina; нар. 8 травня 1985) — колишній аргентинський тенісист.
Найвищу одиночну позицію світового рейтингу — 738 місце досяг 11 червня 2007, парну — 653 місце — 28 вересня 2009 року.

## Титули ITF Ф'ючерс

### Парний розряд: (3)
| Ранг | Дата     | Турнір                              | Покриття | Партнер               | Суперники                                  | Рахунок          |
| ---- | -------- | ----------------------------------- | -------- | --------------------- | ------------------------------------------ | ---------------- |
| 1.   | Тра 2005 | Італія F14, Терамо                  | Ґрунт    | Джузеппе Менга        | Юрій Безерук Кіанткі Томас                 | 6–4, 7–6(5)      |
| 2.   | Вер 2006 | Болівія F3, Санта-Крус-де-ла-Сьєрра | Ґрунт    | Мартін Алунд          | Крістіан Ігнасіо Бенедетті Родольфо Даруйч | 6–1, 5–7, 7–6(4) |
| 3.   | Бер 2008 | Італія F4, Кальтаніссетта           | Ґрунт    | Хуан-Мартін Арангурен | Никола Чирич Милян Зекич                   | W/O              |